# Sansevieria fasciata
Sansevieria fasciata är en sparrisväxtart som beskrevs av Marie Maxime Cornu, Joseph Gérôme och Labroy. Sansevieria fasciata ingår i släktet bajonettliljor, och familjen sparrisväxter. Inga underarter finns listade i Catalogue of Life.